# IIHF divízió I-es jégkorong-világbajnokság
Az IIHF divízió I-es jégkorong-világbajnokság a Nemzetközi Jégkorongszövetség (International Ice Hockey Federation, IIHF) szervezésében, minden évben megrendezésre kerülő nemzetközi jégkorongtorna.

## Története
A torna 1951 és 2000 között a B csoportos jégkorong-világbajnokság nevet viselte.
2001-től IIHF divízió I-es jégkorong-világbajnokság néven rendezik. 2001-től két csoportra, A és B csoportra oszlott. A két csoport győztese jutott fel a jégkorong-világbajnokságra (főcsoportba), a két utolsó pedig kiesett az IIHF divízió II-es jégkorong-világbajnokságba.
A 2011-es vb után a két csoportot egymás alá-fölé rendelték. 2012-től a divízió I-es A csoportból az első két csapat jut fel az IIHF jégkorong-világbajnokságra, és egy csapat kiesik a divízió I B csoportjába.

## Divízió I
| Év   | Feljutott a főcsoportba | Feljutott a főcsoportba | Kiesett a divízió II-be | Kiesett a divízió II-be |
| ---- | ----------------------- | ----------------------- | ----------------------- | ----------------------- |
| 2001 | Lengyelország           | Szlovénia               | Litvánia                | Észtország              |
| 2002 | Fehéroroszország        | Dánia                   | Dél-Korea               | Kína                    |
| 2003 | Kazahsztán              | Franciaország           | Litvánia                | Horvátország            |
| 2004 | Fehéroroszország        | Szlovénia               | Belgium                 | Dél-Korea               |
| 2005 | Norvégia                | Olaszország             | Kína                    | Románia                 |
| 2006 | Németország             | Ausztria                | Izrael                  | Horvátország            |
| 2007 | Franciaország           | Szlovénia               | Kína                    | Románia                 |
| 2008 | Magyarország            | Ausztria                | Észtország              | Dél-Korea               |
| 2009 | Olaszország             | Kazahsztán              | Románia                 | Ausztrália              |
| 2010 | Szlovénia               | Ausztria                | Horvátország            | Szerbia                 |
| 2011 | Olaszország             | Kazahsztán              | Spanyolország           | Észtország              |

| Év   | Feljutott a                      | Feljutott a                      | Feljutott a                      | Kiesett a                        | Kiesett a       |
| Év   | főcsoportba                      | főcsoportba                      | divízió I A-ba                   | divízió I B-be                   | divízió II A-ba |
| ---- | -------------------------------- | -------------------------------- | -------------------------------- | -------------------------------- | --------------- |
| 2012 | Szlovénia                        | Ausztria                         | Dél-Korea                        | Ukrajna                          | Ausztrália      |
| 2013 | Olaszország                      | Kazahsztán                       | Ukrajna                          | Nagy-Britannia                   | Észtország      |
| 2014 | Szlovénia                        | Ausztria                         | Lengyelország                    | Dél-Korea                        | Románia         |
| 2015 | Kazahsztán                       | Magyarország                     | Dél-Korea                        | Ukrajna                          | Hollandia       |
| 2016 | Olaszország                      | Szlovénia                        | Ukrajna                          | Japán                            | Románia         |
| 2017 | Ausztria                         | Dél-Korea                        | Nagy-Britannia                   | Ukrajna                          | Hollandia       |
| 2018 | Nagy-Britannia                   | Olaszország                      | Litvánia                         | Lengyelország                    | Horvátország    |
| 2019 | Fehéroroszország                 | Kazahsztán                       | Románia                          | Litvánia                         | Hollandia       |
| 2020 | A Covid19-pandémia miatt törölve | A Covid19-pandémia miatt törölve | A Covid19-pandémia miatt törölve | A Covid19-pandémia miatt törölve |                 |
| 2021 | A Covid19-pandémia miatt törölve | A Covid19-pandémia miatt törölve | A Covid19-pandémia miatt törölve | A Covid19-pandémia miatt törölve |                 |
| 2022 | Szlovénia                        | Magyarország                     | Lengyelország                    | Románia                          | Szerbia         |
| 2023 | Nagy-Britannia                   | Lengyelország                    | Japán                            | Litvánia                         | Szerbia         |
| 2024 | Magyarország                     | Szlovénia                        | Dél-Korea                        | Ukrajna                          | Hollandia       |
| 2025 | Nagy-Britannia                   | Olaszország                      | Litvánia                         | Románia                          | Horvátország    |

## B csoport
Az IIHF B csoportos jégkorong-világbajnokság győztesei 1951 és 2000 között.
| Év   | Csapat           |
| ---- | ---------------- |
| 1951 | Olaszország      |
| 1952 | Nagy-Britannia   |
| 1953 | Olaszország      |
| 1955 | Olaszország      |
| 1956 | NDK              |
| 1959 | Románia          |
| 1961 | Norvégia         |
| 1962 | Japán            |
| 1963 | Norvégia         |
| 1964 | Lengyelország    |
| 1965 | Lengyelország    |
| 1966 | NSZK             |
| 1967 | Lengyelország    |
| 1968 | Jugoszlávia      |
| 1969 | NDK              |
| 1970 | Egyesült Államok |
| 1971 | Svájc            |
| 1972 | Lengyelország    |
| 1973 | NDK              |
| 1974 | Egyesült Államok |
| 1975 | NDK              |
| 1976 | Románia          |
| 1977 | NDK              |
| 1978 | Lengyelország    |
| 1979 | Hollandia        |
| 1981 | Olaszország      |
| 1982 | NDK              |
| 1983 | Egyesült Államok |
| 1985 | Lengyelország    |
| 1986 | Svájc            |
| 1987 | Lengyelország    |
| 1989 | Norvégia         |
| 1990 | Svájc            |
| 1991 | Olaszország      |
| 1992 | Ausztria         |
| 1993 | Nagy-Britannia   |
| 1994 | Svájc            |
| 1995 | Szlovákia        |
| 1996 | Lettország       |
| 1997 | Fehéroroszország |
| 1998 | Ukrajna          |
| 1999 | Dánia            |
| 2000 | Németország      |